# 한경진
한경진(1984년 12월 14일 ~ )은 대한민국의 기상 캐스터이다.

## 프로필
- 학력 : 성균관대학교 연기예술학과
- 수상 : 2004년 미스코리아 선, 2004년 미스 경기 진
- 경력 : 2006년 무궁화사랑 나라사랑 홍보대사, 2009년 중앙재가노인복지센터 홍보대사

## 방송 경력
- 사이언스TV 앵커
- YTN 과학기상팀 기상캐스터 (2010~현재)

## 같이 보기
- 2004년 미스코리아
- 미스 경기